# RC6
Meilleure cryptanalyse
Aucune attaque connue.
RC6 est un algorithme de chiffrement de bloc publié en 1998 et dérivé de RC5. Conçu par Ron Rivest, Matt Robshaw, Ray Sidney et Yiqun Lisa Yin dans le cadre du concours AES, il parvint à atteindre la finale aux côtés de quatre autres chiffrements. RC6 fut également proposé dans le cadre de NESSIE et CRYPTREC. Il est la propriété de la société RSA Security. 
RC6 est fondé sur un bloc de 128 bits et supporte des clés de 128, 192 et 256 bits. Sa modularité est cependant plus grande que ces contraintes liées à AES puisqu'il peut travailler avec des clés de taille variable (maximum 2048 bits), des nombres de tours différents (par défaut 20, au minimum 8 et un multiple de 4) et des blocs dont la granularité varie selon un mot de 8 bits. 
RC6 est similaire à RC5 dans sa structure du fait de la présence de rotations qui dépendent des données, les opérations d'addition modulaire et de XOR. En fait, RC6 pourrait être considéré comme deux chiffrements RC5 entrelacés. Une modification apparaît dans RC6 : il utilise une opération de multiplication absente de RC5. Cet ajout a pour but de rendre la rotation dépendante de chaque bit du mot, au lieu d'une dépendance concernant uniquement quelques bits de poids faible. 